# 葉廷祚
葉廷祚（？—17世紀），原名葉天啟，廣州府南海縣人，明朝、南明政治人物。

## 生平
葉廷祚是萬曆三十七年（1609年）的舉人，次年（1610年）聯捷庚戌科進士，獲授臨川知縣，到四十六年（1618年）和謝陞、朱大啟、張光前同時任命為吏部郎中。崇禎年間，他歷任大理寺評事、太僕寺少卿管西路馬政、大理右少卿、大理左少卿及太常卿。
隆武二年（1646年）福京失陷，葉廷祚和梁朝鍾、關捷先、蘇觀生、何吾騶、黃士俊、王應華、顧元鏡、李覺斯、曾道唯在廣州擁立唐王朱聿𨮁為帝，擢任戶部右侍郎；四十日後清朝軍隊攻陷廣州，他和關捷先與王之臣、伍瑞隆、陸元璣、許德生投降，後事不詳。